# St. Markus (Oschitz)

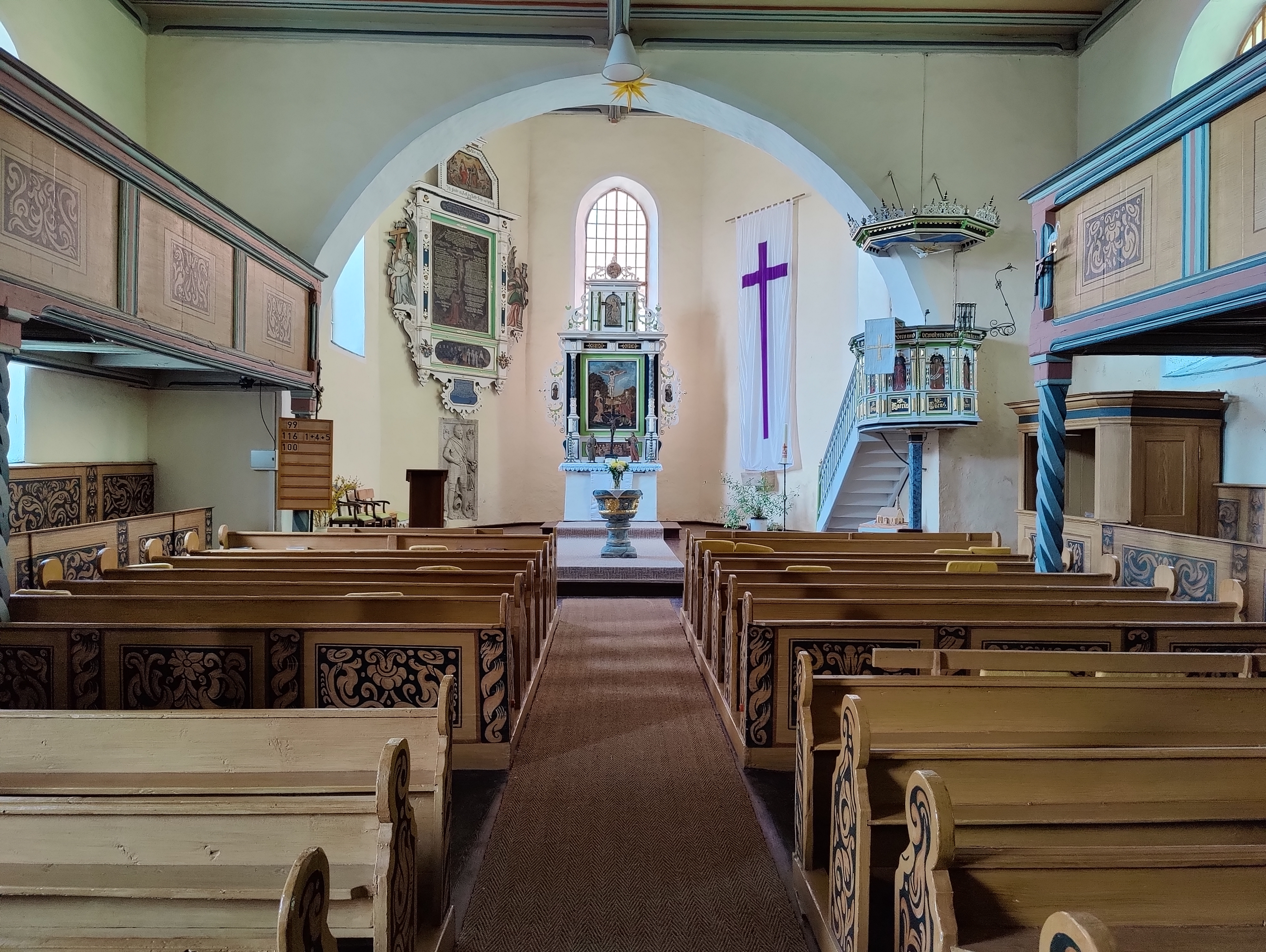
Innenraum (2022)

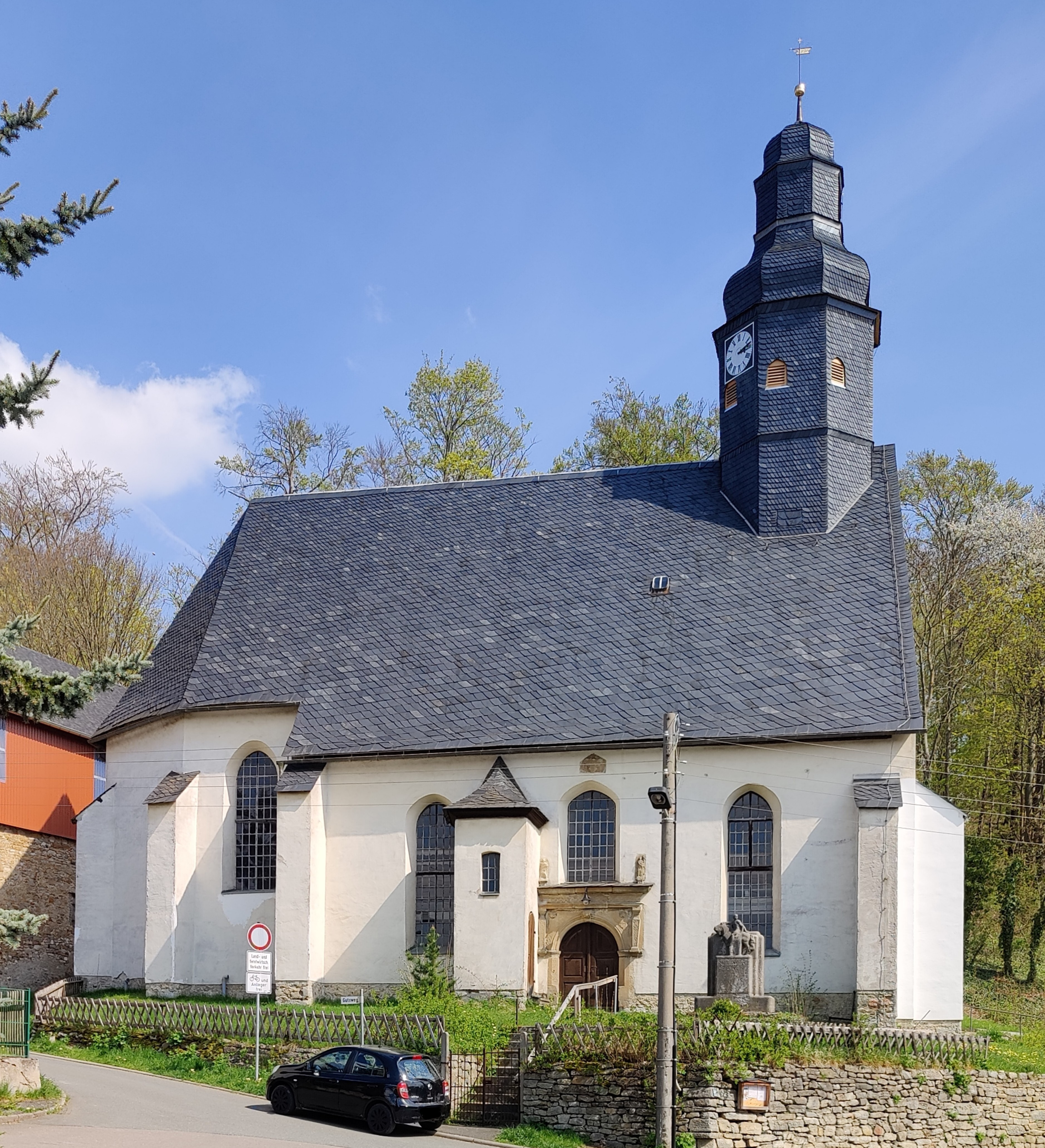
St.-Markus-Kirche in Oschitz

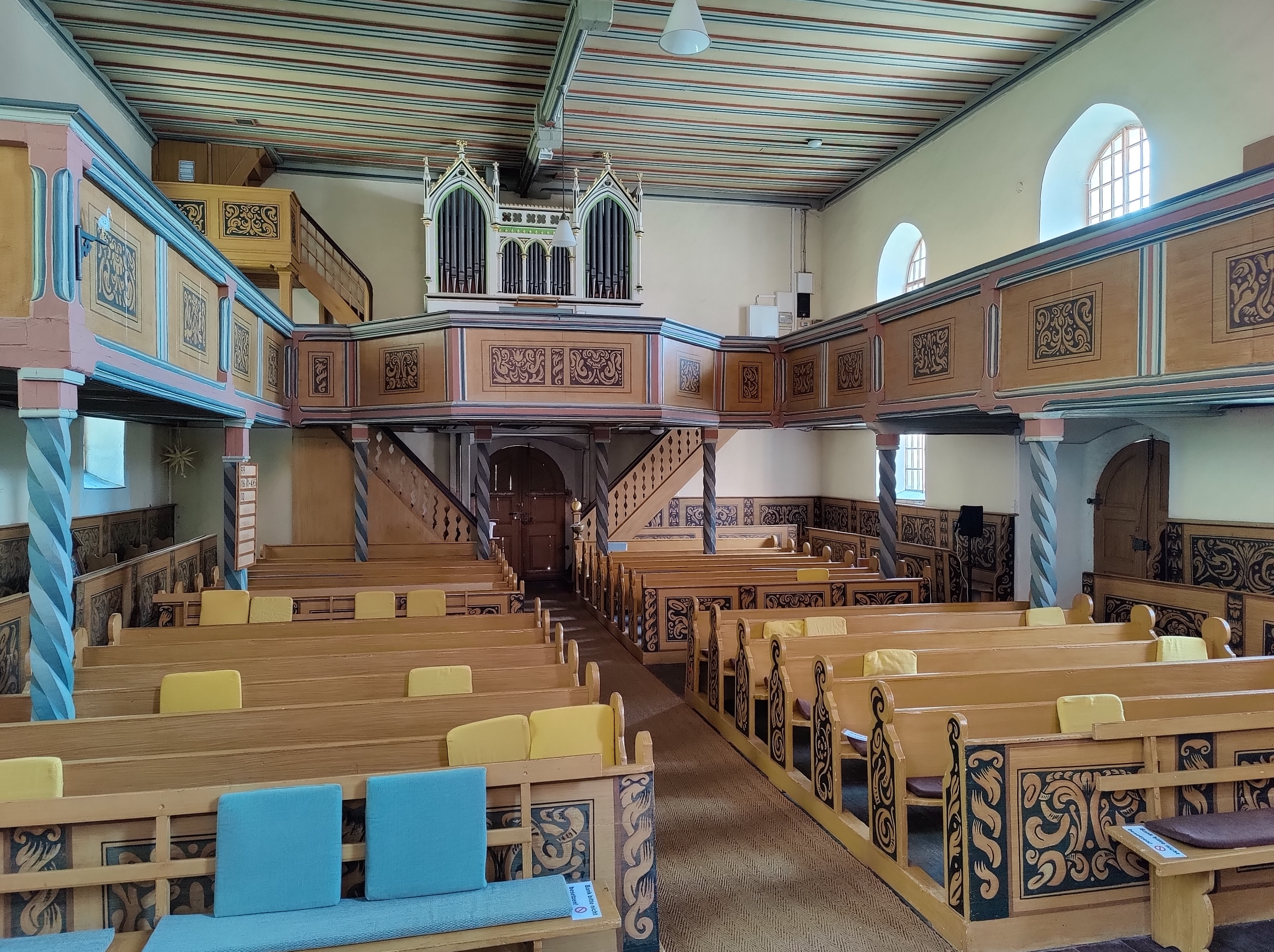
Blick zur Orgel

Die evangelische Kirche St. Markus steht im Stadtteil Oschitz der Stadt Schleiz im Saale-Orla-Kreis in Thüringen.

## Geschichte
Die erste Hauskapelle in Oschitz gründete Purgold von Kospod im Jahre 1333. Das kirchliche Leben der Gemeinde vollzog sich in Schleiz.
1614 wurde die jetzige Kirche mit prächtigem Renaissanceportalen an der Süd- und Westwand gebaut. Heute ist das Westportal schlichter.
Der Innenraum ist von der Renaissance geprägt, auch die Gotik ist spürbar. Ein mächtiger Triumphbogen und eine kraftvolle Holzbalkendecke zählen zu den baulichen Merkmalen, ebenso der volkstümliche Aufsatz auf dem Altar mit der Bildfolge Abendmahl, Kreuzigung und Auferstehung. Die Kanzel rechts vom Triumphbogen hat eine noch funktionstüchtige Sanduhr.
Die Orgel auf der Empore stammt von Ernst Poppe aus dem Jahr 1902. Eine Überholung erfolgte 2006 durch Rösel Orgelbau. Sie verfügt über 13 Register, die sich auf zwei Manuale und das Pedal verteilen. Weiter zählen die dreiseitigen Emporen und ein Wappen der Kospoths zur Ausstattung.